# 心理利己主義
心理利己主义（英語：psychological egoism）是一种观点，认为人类的所有行为都是出于个人利益以及自私，包括那些看上去是利他主义的行为。心理利己主义声称，尽管人们会选择去帮助他人，本质上也是期望着从这个行为中直接或间接地获利。心理利己主义更多是一种描述伦理学的观点，比起规范伦理学，因为它只阐述了“如何理解”，而没有阐述“应该如何”。
心理利己主义的一种特殊形式是“心理享乐主义”（psychological hedonism），这个主义认为人类的所有主动行为，都是出自于对体验愉悦和趋避痛苦的渴望。很多关于心理利己主义的讨论，实际上关注的是心理享乐主义，但是这二者并不是等同的。理论家已经陈述过一些动机是利己的，但是并不以体验愉悦/趋避痛苦为终极目的的行为。心理享乐主义的支持者反驳说行为可以同时源自当下的愉悦，和对未来愉悦的预期。因此，当下的愉悦可以为更大的未来愉悦预期所牺牲。而且，人类并不是仅仅为体验愉悦/趋避痛苦所驱使，人类会承担一些痛苦来换取更大的总愉悦。因此，所有行为依然是提升愉悦或降低痛苦的工具，即使是被定义为利他主义的行为，或者没有改变当下愉悦程度的行为。

## 基础
在古代哲学中，伊比鸠鲁学派即声称人类活着就是最大化愉悦。伊壁鸠鲁称，人类行为仅仅被愉悦所驱动的理论，在婴儿到成人上都可以被验证。人们去做利他、光荣、道德的事不是因为道德规范，而是因为这增加了他们自身的快乐。
在现代哲学中，功利主义的杰里米·边沁做出了和伊壁鸠鲁相似的断言，即人类行为是出于提升愉悦或降低痛苦的需要。边沁具体地描述了痛苦和愉悦的种类和性质，以及人类的行为是怎么仅仅通过心理享乐主义被解释的。边沁还尝试了量化心理享乐主义，他尝试通过幸福计量算法【Felicific calculus】来得出怎么样的行为才是最理想的行为；以及通过测量相对的愉悦/痛苦得失，来确定一个在在某个境遇下的最优行为。
从进化论的角度，赫伯特·斯宾塞，一位心理利己主义者，称所有动物的主要目的是生存，并保护它们的后代。本质上，生物只会顾及自身和自身家庭的需求，而不会估计其他生物的生存需求。所有屋中都尝试最大化它们生存然后更好生存的概率。斯宾塞断言那些最能适应环境的生物，它们的愉悦水平应当大于痛苦水平。因此，愉悦意味着一个生物最终实现了他的生存需求，而由于所有生物都永恒在为生存做斗争，它们对愉悦的追求也是永恒的。

## 對心理利己主義的批判
心理利己主義主張人們所有行為都是出於個人利益。然而，費因伯格指出這不代表我們實現欲望時只追求自己的滿足。例如有人患上頭痛，我們提供藥物給他，然後對方的頭不痛了，但這不能證明我們只關心自己的利益。我們的確得到對方的感謝，也從中滿足了若干的個人利益，但這一切都源於我們關心對方的身體。如果我們不關心對方的身體，就不會產生「要幫助對方的欲望」，也不會有欲望得到滿足這回事了。
心理利己主义完全用利己的动机来解释所有的情景，但批评者指称这样做是在重新定义利己，使其包括所有有动机行动的动机，从而使这个词失去意义，属于打压对立的逻辑谬误。

## 參看
- 倫理利己主義
- 利己主義
- 利他主義
- 倫理學
- 哲學